# IC 5366
IC 5366 — галактика типу EN (емісійна туманність) у сузір'ї Кассіопея.
Цей об'єкт міститься в оригінальній редакції індексного каталогу.